# Dorset
|  | Per a altres significats, vegeu «Dorset (Vermont)». |

Dorset és un comtat del sud-oest d'Anglaterra, a la costa del canal de la Mànega. Limita amb Devon a l'oest, Somerset al nord-oest, Wiltshire al nord-est i Hampshire a l'est. Per l'antiguitat de la seva creació és del tipus comtat cerimonial i consta de tres parts administratives: la del comtat no metropolità (que comprèn sis districtes: West Dorset, East Dorset, North Dorset, Purbeck, Christchurch, i Weymouth-Portland) més dos districtes del tipus autoritat unitària, que són Poole i Bournemouth.
La contrada conté les àrees més extenses d'Anglaterra d'entorns naturals protegits, més dues zones declarades d'especial bellesa natural, en total fan el 53% de tot Dorset. Té dos trams de costa que son part de les anomenades costes patrimonials, 92 km, i àrees declarades d'especial interès científic, 199 km². El sender de la Costa Sud-oest, comença al port de Poole. En el seu litoral es van fer les proves de vela i caiac dels jocs olímpics d'estiu del 2012.

## El nom
La paraula Dorset és un derivat de Dorchester, la capital del comtat. Quan el romans van establir un campament al segle i, que van anomenar Durnovaria, aquest nom era una forma llatinitzada d'una paraula que feien servir els britans i que es creu que volia dir «el lloc on hi ha còdols de la mida d'un puny». Els saxons van anomenar la ciutat del campament, Dornwaraceaster, afegint el sufix -ceaster emprat per les poblacions que abans havien estat campaments romans. Posteriorment es va tendir a reduir el nom, amb la forma Dornsæte, que també es podia interpretar «els habitants de la zona de "Dorn"». En l'època que es va escriure la Crònica anglosaxona, l'any 845, i fins al segle x, la contrada era anomenada Dorseteschyre (Dorsetshire). Amb el temps acabaria simplificant-se encara més fins a adquirir la forma actual, Dorset.

## Geografia

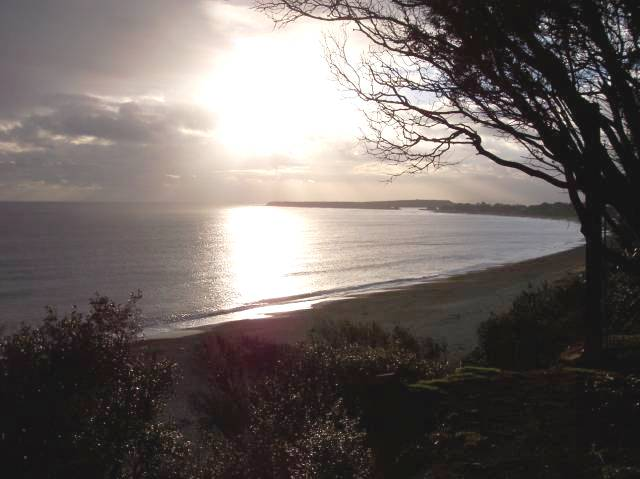
Platja a prop del Castell de Highcliffe

Dorset ocupa una àrea de 2.653 km² i té una gran diversitat de paisatge que és el resultat de la seva variada geologia. Un gran percentatge del comtat (66%) comprèn creta, argila o una barreja de sorra i grava. La resta és simple, es pot trobar pedra del tipus pedra de Portland o del tipus Purbeck, altres tipus de pedra calcària, argila calcària i roques clàstiques del tipus shale. La pedra de Portland i la de Purbeck són molt valorades a nivell nacional com a material per la construcció i es fan servir per restaurar alguns dels edificis més emblemàtics del Regne Unit. Gairebé qualsevol tipus de roca coneguda, pertanyent als inicis de Juràssic i fins a l'Eocè, es poden trobar en aquesta contrada.
Dorset té diverses elevacions del terreny constituïdes per pedra calcària, que estan cobertes en gran part per camps de conreu o per terres de pastures que són l'aliment de ramats d'ovelles. Aquestes àrees de roca calcària inclouen una franja ampla de creta, formada durant el Cretaci, que travessa el comtat en un seguit de turons que van de nord-est a sud-oest, entre els quals estan el Cranborne Chase i els Dorset Downs, més una estreta franja que va de sud-oest a sud-est,que inclou els Purbeck Hills. Entre aquests turons hi ha grans i àmplies valls que creen les planes d'inundació d'alguns rius. En aquestes valls es troben petites viles, granges i boscos menuts, les més destacades són: la vall del Blackmore (vall del Stour) i la vall del Frome.
Molts dels bruguerars de Dorset tenen l'estatus de lloc d'especial interès científic (SSSI), que inclouen tres àrees designades d'importància internacional segons el conveni de Ramsar. A l'extrem oest del comtat i al llarg de la costa es donen freqüents canvis en els estrats de roques que apareixen en una seqüència menys evident en comparació amb els paisatges de creta i bruguerar. El resultat, en aquesta part, és un relleu de turons de caràcter divers que recorda el de la veïna Devon. La vall de Marshwood, una vall configurada per argila del tipus Lower Lias, situada a l'extrem oriental, està als peus dels dos punts més elevats de Dorset: Lewesdon Hill, a 279 metres i Pilsdon Pen a 277 metres.

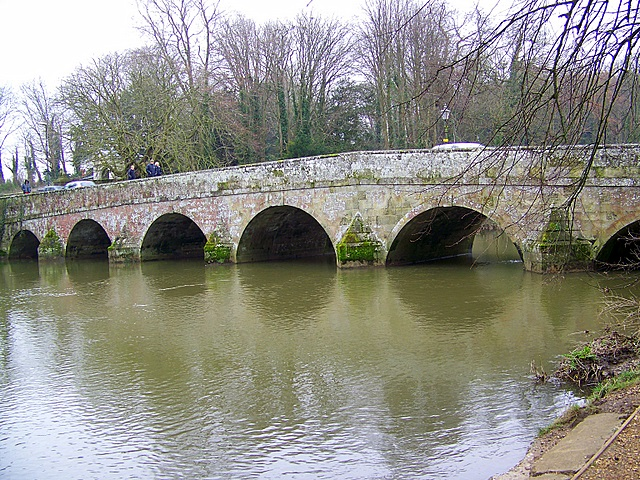
Pont sobre el riu Stour, a Blandford Forum.

Una antiga vall que va quedar inundada per les aigües del mar, fa uns 6.000, és l'actual Poole Harbour, un dels ports naturals més grans del món.
Els rius de Dorset estan escampats per la seva diversa geografia. Generalment no són gaire profunds, ja que recullen l'aigua de pluges fines procedent de turons arrodonits. Els principals són: el Frome, el Piddle i el Stour, tots elles flueixen vers la mar en direcció sud-est.
El litoral de Dorset forma part de l'anomenada Costa Juràssica, declarada patrimoni de la humanitat, que s'estén al llarg de 155 km entre Studland i Exmouth.

## Història
Durant l'edat del ferro, la tribu autòctona dels durotriges va crear unes fortificacions a dalt dels turons —el més notable, el de Maiden Castle— les restes dels quals encara es poden observar i sembla que van ser els més grans d'aquest tipus d'assentament a tot Europa. El romans van arribar a Dorset durant la seva conquesta de Britànnia iniciada l'any 43. Maiden Castle va ser capturada per una legió comandada per Vespasià i, a la seva rodalia va créixer un poblat que s'anomenaria Durnovaria. Després de l'abandonament del territori pels romans, els residents de Dorset van construir una gran rasa defensiva, el Bokerley Dyke, situada en la frontera amb l'actual Hampshire, que va endarrerir l'avanç dels colons saxons durant gairebé 150 anys. Això no obstant, a finals del segle VII Dorset va caure sota control dels saxons i va ser incorporada com a part del regne de Wessex. Els saxons van establir una diòcesi a Sherborne i van fer de Dorset un comtat (shire), districte administratiu que ha canviat poc pel que fa als seus límits territorials.

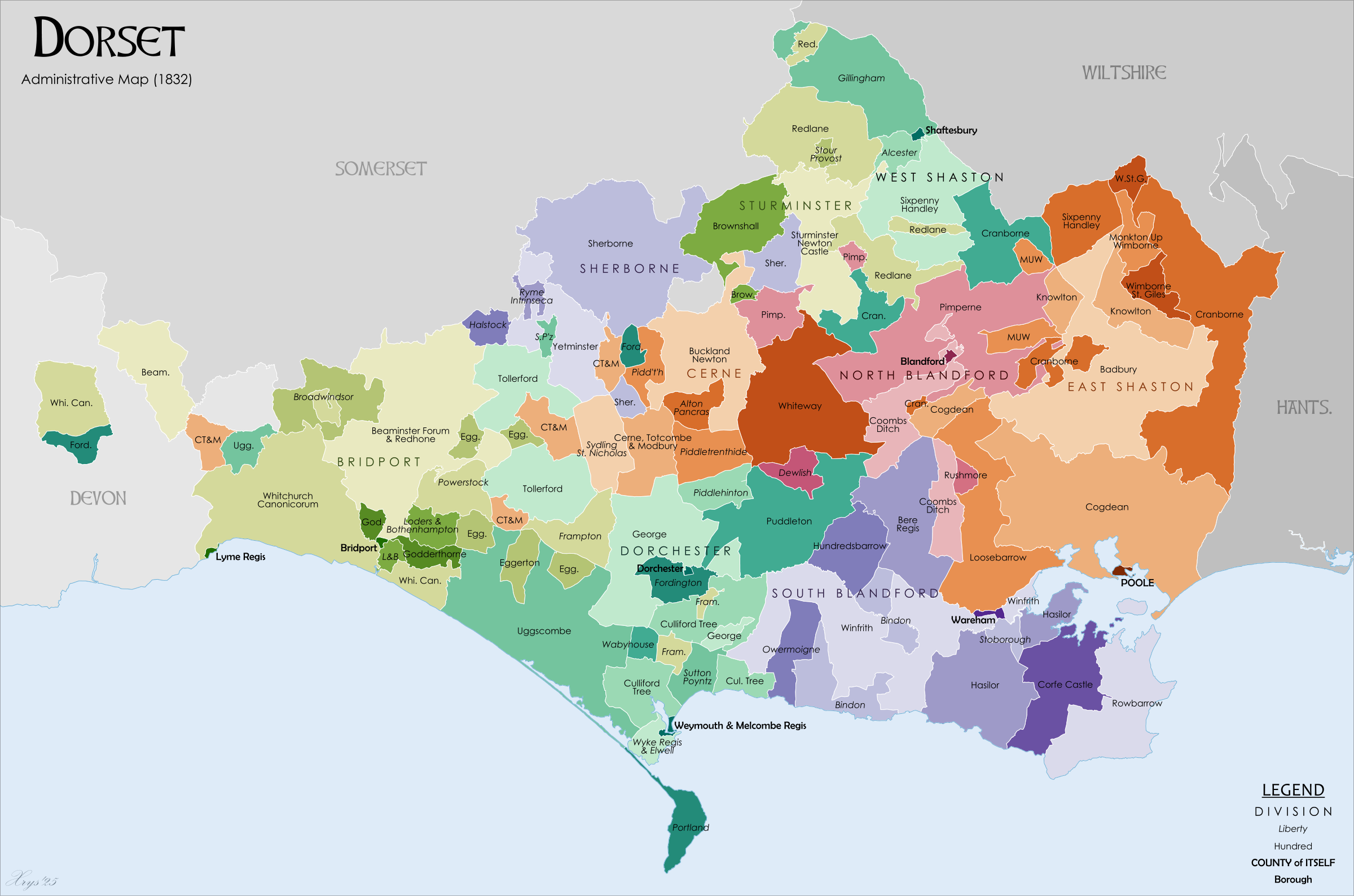
Els hundreds de Dorset, encara vigents l'any 1834

El comtat estava organitat en 37 hundreds dins del comtat: 
- Alvredesberge [a]
- Badbury
- Beaminster Forum and Redhone
- Bere Regis
- Brownshall
- Buckland Newton
- Cerne, Totcombe and Modbury
- Cogdean
- Coombs Ditch
- Corfe Castle
- Cranborne
- Culliford Tree
- Eggerton (o Eggarton)
- Godderthorne
- Hasler (o Hasilor)
- Hundredsbarrow (o Barrow)
- Knowlton
- Loosebarrow
- Monkton Up Wimborne
- Pimperne
- Puddletown
- Redlane
- Rowbarrow
- Rushmore
- St George's
- Sherborne
- Sixpenny Handley
- Sturminster Newton
- Tollerford
- Uggescombe
- Whitchurch Canonicorum
- Whiteway
- Wimborne St Giles
- Winfrith
- Yetminster

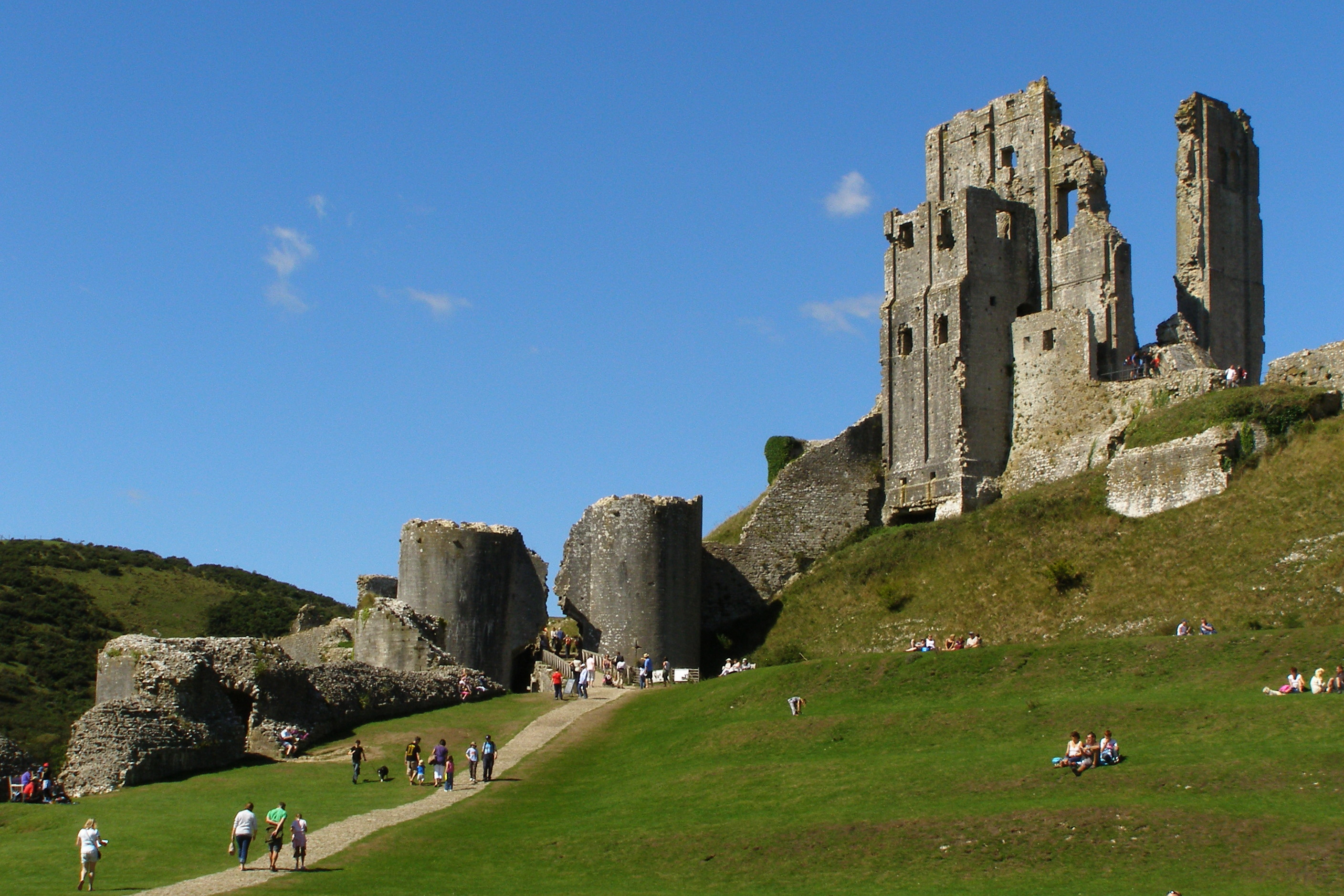
Castell de Corfe, destruït el 1646 per l'exèrcit d'Oliver Cromwell.

Després de la conquesta normanda del 1066, es va establir un govern de tipus feudal i la responsabilitat va quedar repartida entre la corona i les institucions eclesiàstiques. Els reis normands van consolidar el control sobre la zona amb la construcció de castells: el de Corfe,el de Wareham i el de Dorchester durant la primera part del segle xii. El comerç de la llana, les canteres de marbre a Purbeck i els ports de Weymouth, Melcombe Regis, Lyme Regis i Bridport van portar prosperitat a la contrada. Tanmateix, Dorset va quedar devastada pels efectes de la pesta bubònica que va arribar a Melcombe Regis l'any 1348, en un vaixell procedent de la Gascunya. Aquesta malaltia, comunament coneguda pel nom de pesta negra, va crear un epidèmia que es va escampar ràpidament per tot el comtat i va causar la mort d'un terç de la població. Durant el segle xviii el contraban va ser un mitjà de vida per a la gent de Dorset, que aprofitaven les coves de les seves costes per amagar les mercaderies; també n'hi havia assaltadors de camins que empraven les coves amb la mateixa finalitat, un grup famós va ser els Hawkhursts.
L'administració actual del comtat depèn de tres organismes: el Consell del Comtat de Dorset i dues autoritats unitàries (Bournemouth Borough Council i Poole Borough Council). El consell del comtat es va creat mitjançant la llei del governs locals del 1888 per a administrar el nou comtat de Dorset, territori basat en l'històric comtat. Amb la reforma del 1974 es van crear dins de Dorset dos districtes no metropolitans i les seves fronteres es van allargar cap a l'est per incorporar dues ciutats, Bournemouth i Christchurch, que anteriorment eren del comtat de Hampshire. El 1997, després d'una revisió feta per la Comissió de Governs Locals d'Anglaterra, Bournemouth i Poole van esdevenir divisions administratives independents però segueixen sent part de Dover per motius cerimonials. La seu del comtat està a Dorchester, que està subdividida en sis districtes: West Dorset, East Dorset, North Dorset, Purbeck, Christchurch, i Weymouth-Portland.

## Poblacions

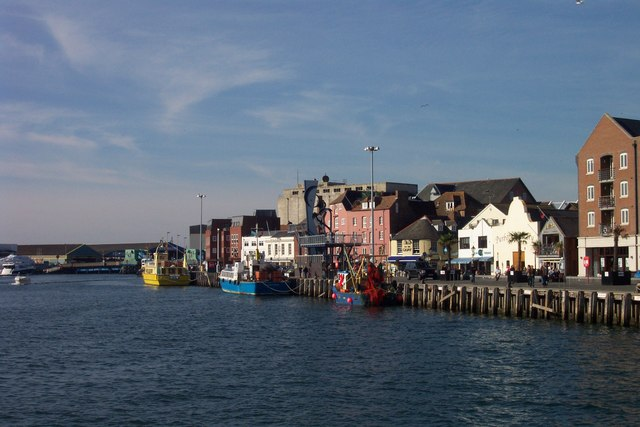
Port de Poole

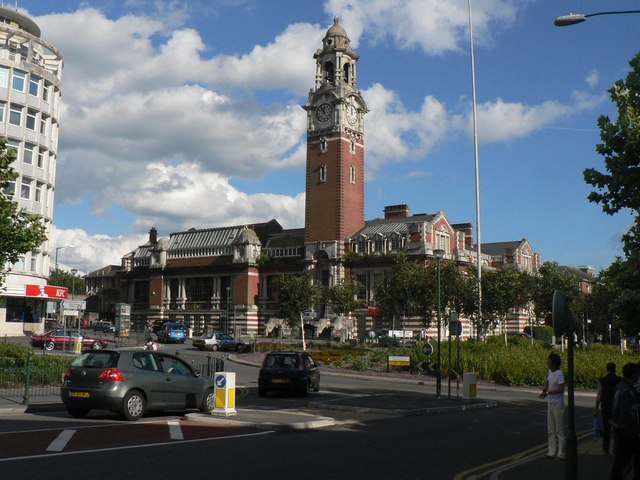
Universitat a Bornemouth

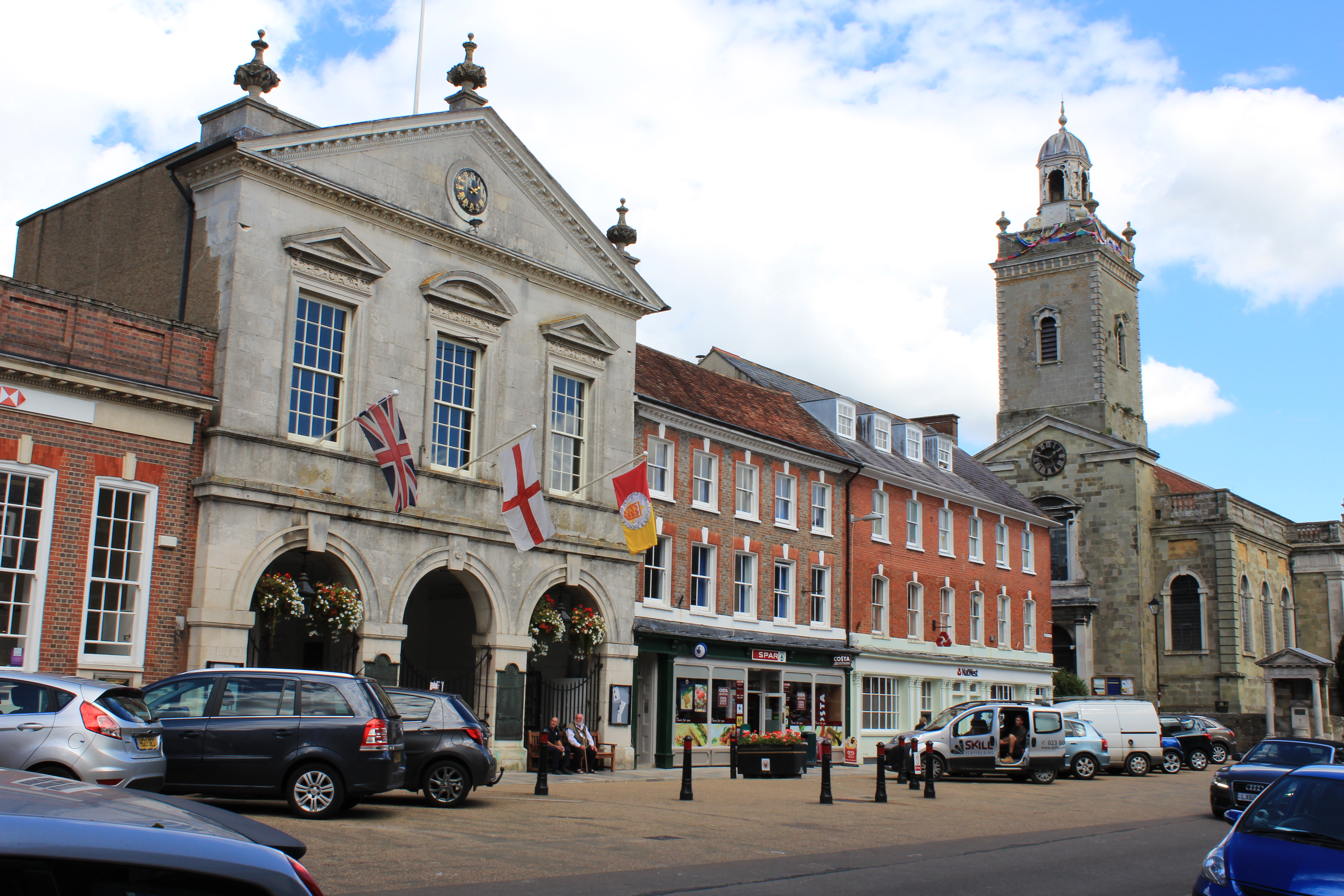
Blandford Forum

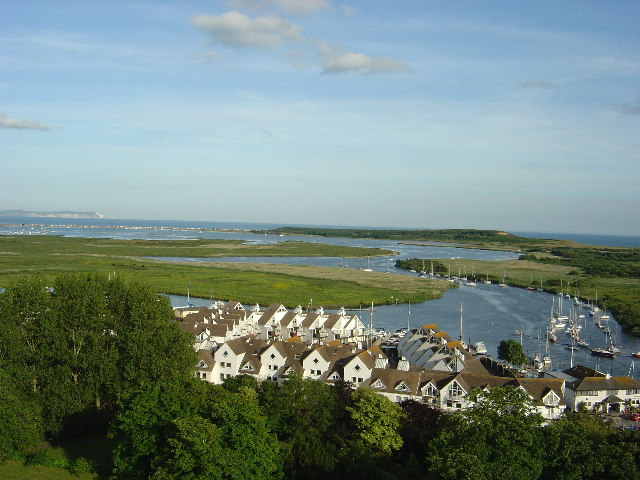
Port de Christchurch

Les poblacions de Dorset són majoritàriament de tipus rural amb viles petites i unes poques ciutats no gaire grans. L'única gran àrea urbana és l'anomenada conurbació Dorset Sud-Est. A banda d'aquesta atípica zona, les ciutats més grans del comtat són: Dorchester, que és la capital des d'almenys el 1305, i Weymouth, una ciutat vacacional dels del segle xviii. Encara a mig fer està la ciutat experimental de Poundbury, situada a l'oest de Dorchester, dissenyada pel príncep Carles. Nascuda com a barri de Dorchester, s'espera que la nova ciutat estigui enllestida l'any 2025, i integrarà espais residencials amb espais comercials per contrarestar la tendència del segle XX a fer ciutats dormitori.
- Bournemouth (183.491 hab)
- Poole (154.718 hab)
- Weymouth (54.538 hab)
- Christchuch (54.210 hab)
- Ferndown (26.559 hab)
- Dorchester (19.060 hab)
- Wimborne Minster (15.174 hab)
- Bridport (13.737 hab)
- Verwood (13.360 hab)
- Blandford Forum (11.694 hab)
- Gillingham (11.278 hab)
- Swanage (10.454 hab)
- Sherborne (9.523 hab)
- Shaftesbury (7.314 hab)
- Weston (6.069 hab)
- Easton (6.069 hab)
- Oakey (6.006 hab)
- Lyme Regis (4.712 hab)

## Economia
| Indústria | 11,9% | 15,8% | 3,2%  | 10,2% |
| Construcció | 5,3%  | 4,6%  | 3,2%  | 4,8%  |
| Serveis | 81,5% | 79%   | 93,1% | 83,5% |
| Turisme[B] | 10,2% | 7,7%  | 12%   | 8,2%  |
| A.^ Exclosos els autònoms, amb contracte d'aprenent i membres de les forces armades. B.^ Incloses indústries relacionades amb el sector de serveis. C.^ Excloses Poole i Bournemouth |       |       |       |       |

L'any 2003 el producte interior brut del comtat no metropolità va ser de 4,673 milions de lliures, més 4,705 milions de lliures aportats per les àrees de Poole i Bournemouth. El sector primari va produir el 2,03% del PIB, el sector secundari va produir el 22,44% i el sector terciari el 75,53%. La mitjana de les 16 districtes o comtats del sud-oest d'Anglaterra va ser de 4,693 milions de lliures.

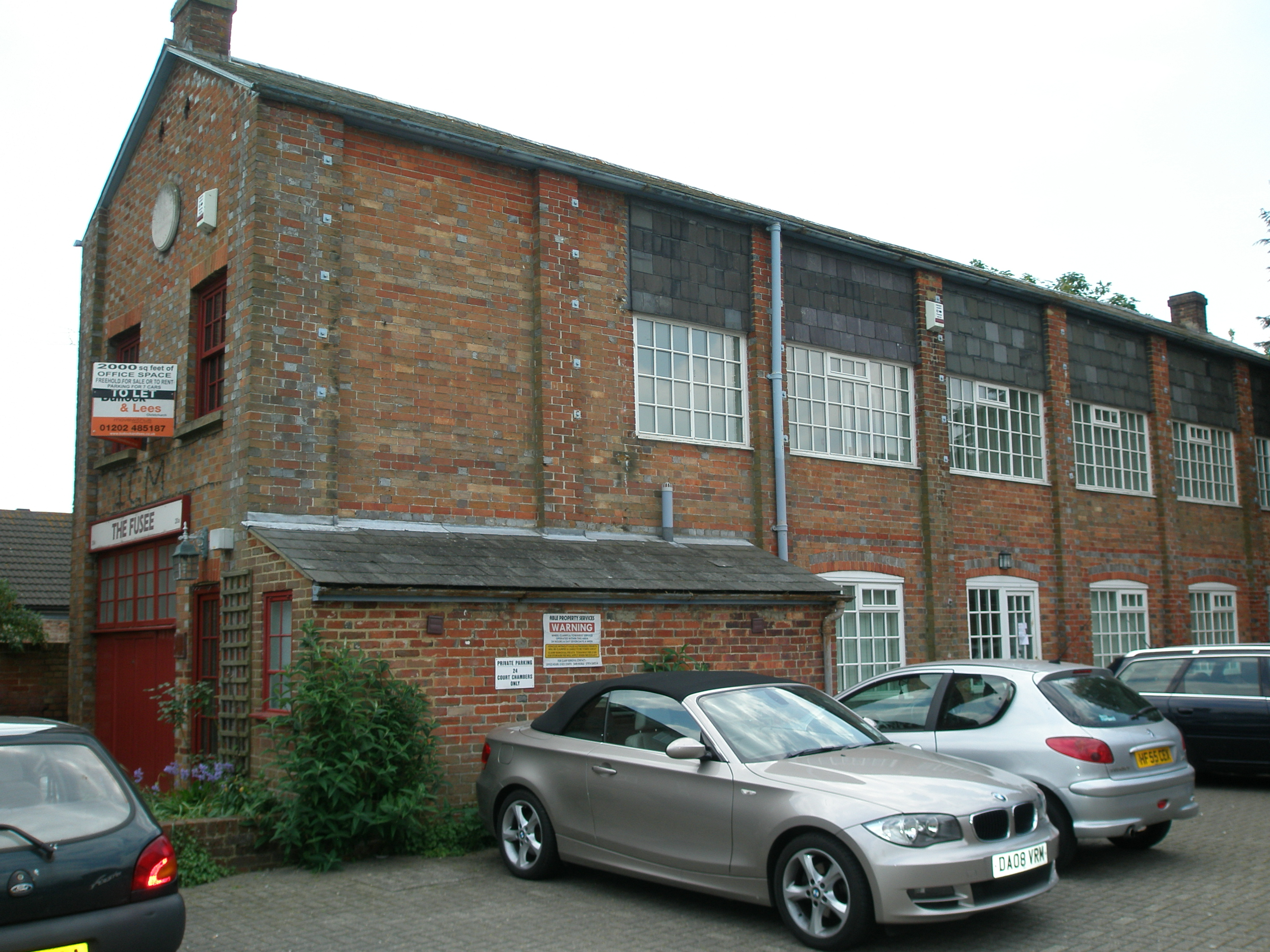
Fàbrica de rellotges a Christchurch

La que havia estat principal font de l'economia a Dorset, la pagesia, va deixar de ser-ho al segle xix quan la mecanització va eliminar molta mà d'obra. De la pagesia se n'obtenen menys ingressos i la indústria ha anat en davallada. Entre el 1995 i el 2003, el PIB del sector primari (principalment agricultura, pesca i mineria) va baixar de 229 milions de lliures a 188 milions, del 7,1% al 4%. L'any 2007 hi havia 2.039 km² emprats per la pagesia, però el 1989 eren 1.986 km², però això és degut a un augment en les terres de pasturatge i el guaret imposat per la Unió Europea. Per contra, durant el mateix període, les terres de conreu es van reduir de 9.925 a 9.157 km² Excloent l'aviram, les ovelles són el tipus de ramat més comú en aquest comtat; entre el 1989 i el 2006 el seu nombre va baixar de 252.189 a 193.500. El bestiar boví i el porcí ha tingut una davallada semblant; durant el mateix període el nombre de caps de vacú va baixar de 240.413 a 170.700, i el de porcs de 169.636 a 72.700.
El 2009 hi havia 2.340 membres de les forces armades estacionats a Dorset: el Royal Armoured Corps a Bovington, el Royal Corps of Signals a Blandford i els Royal Marines a Poole. Aquesta presència militar té un doble efecte: per una part apporta llocs de treball entre els civils, però per altra part té un impacte negatiu en el turisme, sobretot quan hi ha àrees natural tancades per a maniobres militars. Els plans per traslladar la Royal School of Signals de Blandford al sud de Gal·les podria tenir com a conseqüència la pèrdua de 74 milion de lliure en el PIB del comtat.
Les empreses que donen més llocs de treball són: BAE Systems (seguretat, aeroports), Sunseeker International (fabricant de iots), J.P. Morgan (banca), Cobham plc (aeronàutica) i la Universitat de Bournemouth. Els tres ports del comtat: Poole, Weymouth i Portland, més els petits ports de Christchurch, Swanage, Lyme Regis, Wareham i West Bay generen una quantitat d'ingressos considerable ja sigui en relació al comerç o al turisme. Hi ha unes 230 embarcacions de pesca repartides per la costa del comtat, que predominantment es dediquen a capturar llagostes i crancs. Quan les aigües del litoral de Dorset van ser escollides per les proves de vela dels jocs olímpics d'estiu del 2012, l'àrea va sortir guanyant en infraestructures i el sector dels ports esportius va créixer. S'espera que aquesta tendència continuï i que tingui un efecte positiu sobre els negocis locals relacionats amb el turisme.

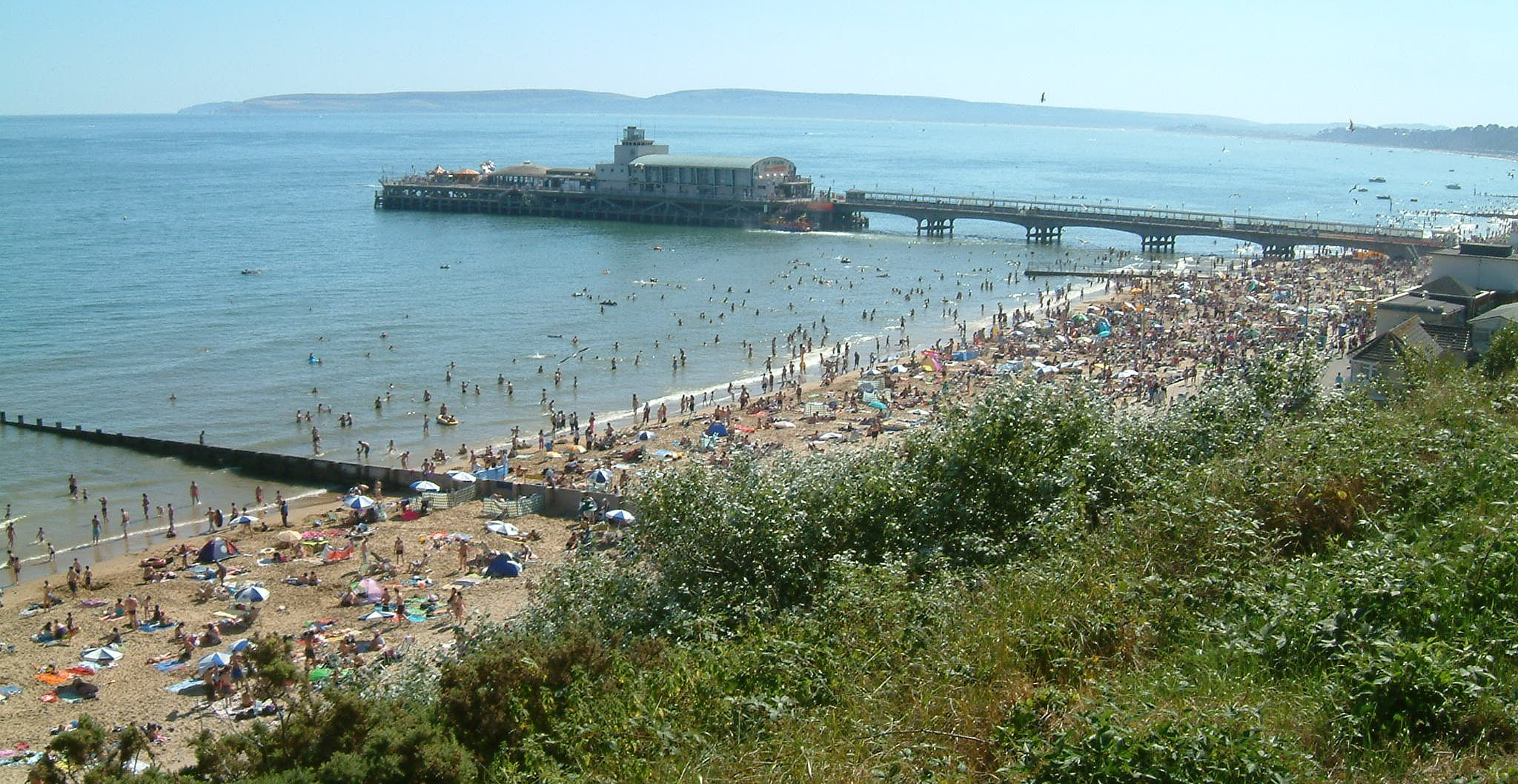
Una platja de Bournemouth.

El turisme ha crescut a Dorset des que a finals del segle xviii es van posar de moda les ciutats balneari i és actualment el sector predominant. S'estima que hi ha unes 37.500 persones treballant en aquest sector. Al voltant de 3,2 milions de britànics i 326.000 estrangers van visitar Dover durant el 2008, i van fer estada mitjana de cinc nits per persona. Per altra banda hi van haver 14,6 milions de turistes que van visitar Dover durant només un dia. Entre ambdós grups van aportar 1.458 milions. Les ciutats van acaparar el 56% dels visitants d'un sol dia, els llocs de la costa van rebre el 27% i els de l'interior el 17%. Un estudi realitzat el 1997 va concloure que el motiu raó bàsic pel qual els turistes escollien Dorset era la bellesa del seu paisatge. En els darrers anys el nombre de gent que viatja durant les vacances ha fluctuat per diversos factors, entre els quals està la inseguretat econòmica, la mateixa tendència s'ha observat a tot el Regne Unit.
Les fàbriques oferien a Dorset el 10,3% dels llocs de treball l'any 2008. aquesta xifra és lleugerament inferior a la mitjana a nivell estatal, però clarament inferior a la mitjana regional que era el 10,7%. El sector de la indústria és el quart en donar més llocs de treball, però la predicció fa esperar que per l'any 2026 hi hauran 10.200 llocs menys.